# Sanguinarina
Se trata de una sal de amonio cuaternario del grupo de los alcaloides del tipo benzo[c]fenantridina que se extrae de algunas plantas, entre ellas de la sanguinaria (Sanguinaria canadensis), amapola mexicana espinoso Argemone mexicana, Chelidonium majus, Macleaya cordata y de especies del género Bocconia. También se encuentra en la raíz, tallo y hojas de la amapola, pero no en la cápsula. 

## Historia
Algunas tribus nativas americanas la utilizaban como agente medicinal para estimular el sistema digestivo e inducir el vómito, es decir, como emético.También se ha utilizado como antimicrobiano. Más recientemente, la sanguinarina, se ha incorporado a las pastas dentales para reducir la placa dental y tratar las enfermedades periodontales. Se requiere aún investigar para determinar su eficacia en el tratamiento de estas afecciones dado que existe preocupación sobre si su uso crónico oral puede causar leucoplaquia (parches blancos precancerosos en la boca) y lesiones orales displásticas (heridas anormales en la boca). 
En un reporte de 2003, la FDA concluyó que "el extracto de sanguinaria en concentraciones de 0.03-0.075% es seguro, aunque la información disponible es insuficiente para permitir clasificar su efectividad definitiva en la forma de un enjuague oral o dosificación de dentífrico como un ingrediente activo contra la placa o la gingivitis [para venta sin receta médica". En 2005, se instauró acción legal contra un profesional que prescribió sanguinaria a varias mujeres con cáncer de mama, quienes sufrieron desfiguración y daño en los tejidos posterior al uso de la crema.

## Mecanismo de acción tóxica
El alcaloide sanguinarina mata a las células de los animales a través de su acción sobre la bomba Na+/K+. La bomba Na+/K+ es una proteína presente en todas las membranas plasmáticas de las células, cuyo objetivo es eliminar sodio de la célula e introducir potasio al citoplasma. Ese intercambio permite mantener las diferentes concentraciones entre ambos cationes para lo que bombea fuera de la célula tres cationes de sodio a la vez que introduce dos cationes de potasio. Este mecanismo se produce en contra del gradiente de concentración gracias a la enzima ATPasa, que actúa sobre el ATP para obtener la energía necesaria para que los nutrientes puedan atravesar la membrana.

## Biosíntesis
La biosíntesis de sanguinarina comienza a partir 4-hidroxifenil-acetaldehído y dopamina, que forman norcoclaurina. A continuación, se añaden grupos metilo para formar N-metilcoclaurina. En este momento interviene la enzima CYP80B1 para añadir un grupo hidroxilo, formando 3'-hidroxi- N- metilcoclaurina. La adición de otro grupo metilo transforma este compuesto en reticulina . 
Hasta este punto, la biosíntesis es virtualmente idéntica a la de la morfina . Pero en lugar de convertirse en codeinona (caso de la morfina), la reticulina se convierte en escoulerina, que finalmente se convierte en dihidrosanguinarina . El precursor de la sanguinarina, la dihidrosanguinarina, se convierte en la toxina final a través de la acción de la dihidrobenzofenanthridina oxidasa.

## Precauciones en su empleo
La sanguinaria puede ser tóxica incluso en dosis bajas. 
Debe utilizarse con precaución: 
- en pacientes que toman agentes contra Helicobacter pylori o antimicrobianos

- en pacientes que toman opioides o depresores del sistema nervioso central. La sanguinarina es un alcaloide que actúa de manera similar a la morfina y puede potenciar sus acciones con la toma conjunta.

- en pacientes que consumen tabaco, ya que la sanguinarina puede causar leucoplaquia (parches blancos precancerosos en la boca) o lesiones displásticas (heridas anormales).

- en pacientes con lesiones orales ya que la sanguinarina puede irritar y agravar las mismas.

- en mujeres embarazadas y lactantes dada la falta de evidencia científica de las consecuencias que puedan tener en el feto o bebé.

## Interacciones
La sanguinarina puede inhibir el crecimiento de Helicobacter pylori de manera que puede potenciar la acción de antifúngicos. Puede potenciar también la acción de los opioides y producir sedación y desvanecimiento. Puede interferir con el citocromo P450 y como resultado de ello, los niveles de otros principios activos pueden incrementarse en la sangre y causar efectos acumulativos o reacciones adversas potencialmente serias. Puede interactuar también con agentes hormonales. Si se aplica a la piel, la sanguinarina mata a las células y puede destruir el tejido. A su vez, la herida sangrante puede producir una costra masiva, llamada escara. Por esta razón, la sanguinarina se denomina escarótica. La hidropesía epidémica es una enfermedad que resulta de la ingestión de sanguinarina y que consiste en una retención de líquido.
Altas dosis de sanguinaria pueden provocar náuseas, vómitos, sedación del sistema nervioso central, presión arterial baja, choque, coma, incluso muerte. Se recomienda precaución cuando se toman agentes que pueden contribuir a estos efectos adversos, tales como sedantes o agentes que disminuyen la presión arterial.